# Prêmio Emil von Behring

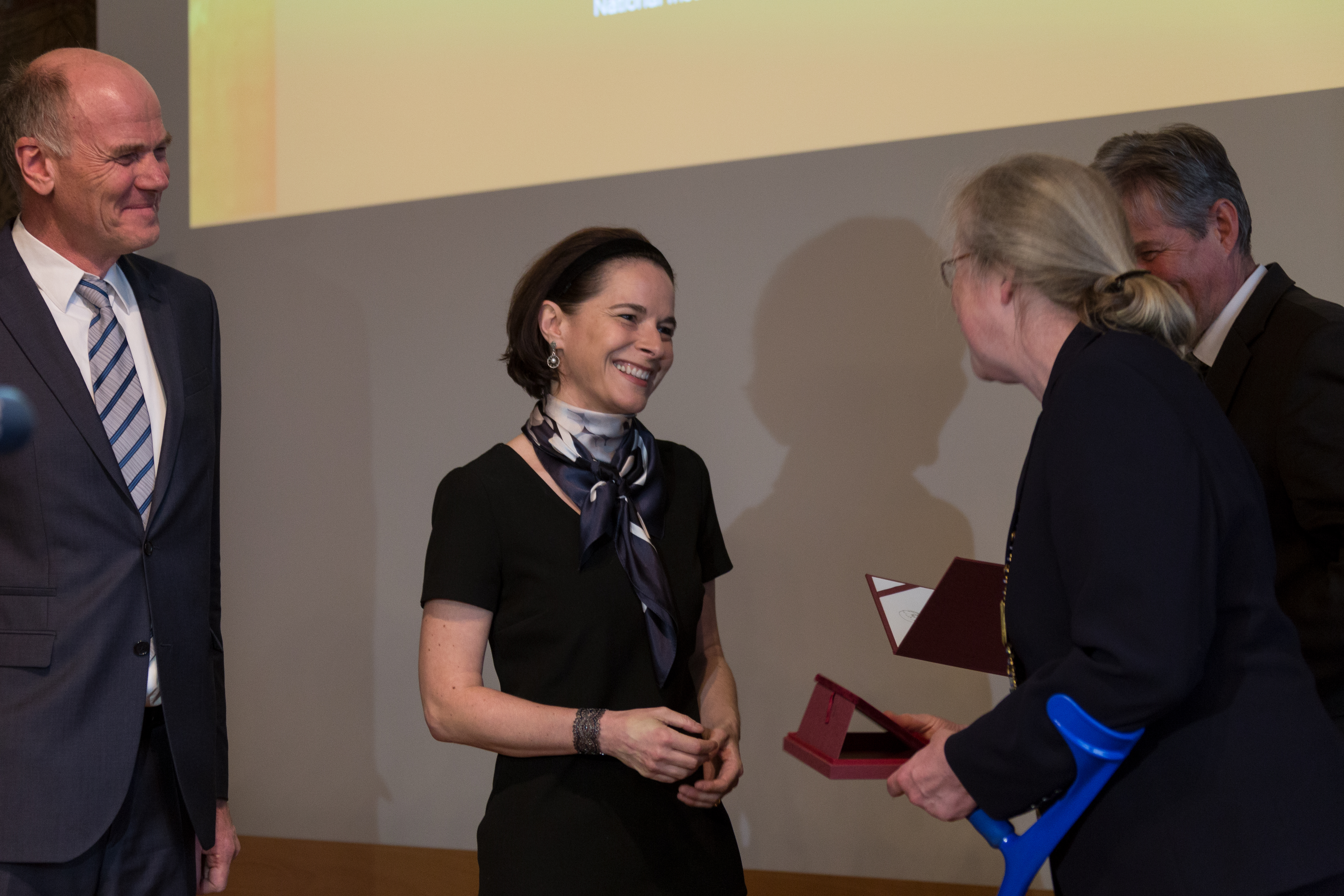
Premiação de 2017.
A partir da esquerda: Ulrich Steinhoff, Yasmine Belkaid, Katharina Krause e Jochen Reutter (GlaxoSmithKline)

O Prêmio Emil von Behring (em alemão:  Emil-von-Behring-Preis) da Universidade de Marburgo, denominado em memória do laureado com o Nobel de Medicina Emil Adolf von Behring, é um dos mais significativos prêmios científicos da Alemanha. É concedido desde 1942 aproximadamente a cada dois anos. O prêmio consiste em uma medalha e uma dotação de 25 mil euros. O valor monetário é financiado pela Novartis.
De acordo com o estatuto, o prêmio é concedido a cientistas que fizeram contribuições destacadas nas áreas médica, veterinária e científica. Em memória de Emil von Behring, os cientistas das áreas de imunobiologia e controle de doenças devem ser favorecidos.

## Recipientes
- 1942 Paul Uhlenhuth
- 1944 Richard Kuhn
- 1948 Hans Schmidt
- 1950 Gaston Ramon
- 1952 Frank Burnet
- 1954 Michael Heidelberger
- 1956 Hans Kleinschmidt
- 1958 Pierre Grabar
- 1960 Fritz Kaudewitz
- 1962 Werner Schäfer
- 1964 Otto Westphal
- 1966 Albert Hewett Coons
- 1968 Milan Hašek
- 1970 Gustav Nossal
- 1972 Michael Sela
- 1974 George Klein
- 1976 Hans J. Müller-Eberhard
- 1978 Peter Perlmann
- 1980 Tomio Tada
- 1982 Robert Huber
- 1984 René Germanier
- 1986 Friedrich Deinhardt
- 1988 Tak Wah Mak
- 1990 Gregory Winter
- 1992 Don Craig Wiley
- 1994 Shigekazu Nagata
- 1996 Ralph Steinman
- 1998 Marco Baggiolini
- 2000 Volker ter Meulen
- 2002 Fritz Melchers
- 2004 Ruslan Medzhitov
- 2006 Werner Goebel e Gerhard Gottschalk
- 2008 Klaus Rajewsky
- 2010 Hans-Dieter Klenk[1]
- 2014 Stewart T. Cole
- 2017 Yasmine Belkaid[2]